# Blueway
Grupo Blueway es un grupo empresarial chileno creado por el empresario e Ingeniero Comercial Gustavo Morandé cuando éste cursaba su segundo año universitario y junto a su amigo Nicolas Lavín en 2010.
El grupo tiene diferentes negocios, abarcando varios ámbitos de la vida corporativa como imagen empresarial, branding y seguridad informática, y a su vez, sumándose a medios de comunicación. 

## Historia
El año 2009, Gustavo Morandé con tan solo 22 años funda la empresa Cloner dedicada a prestar servicios de respaldo de información a organizaciones de forma online. Posteriormente a su creación y primeras ventas, Morandé consiguió un fondo a través del programa CONTACTChile de ProChile para su expansión en Perú.
El 2011, el grupo funda ElTelón TV empresa centrada en ofrecer servicios de transmisión en video de eventos corporativos, conciertos o incluso deportivos. En diciembre de aquel año lanza su aplicación con versiones para iPhone, iPad y Android siendo 100% gratuita a los usuarios. ElTelón TV tuvo en sus inicios como principal obstáculo el rechazo por parte de algunos canales de televisión de Chile, quienes no parecían conformes de que sus señales online fueran vistas desde un acceso diferente al planteado por ellos.
En el año 2012, Morandé y Lavín viajan a las localidades de Silicon Valley (California) y Minneapolis (Minnesota) con el objeto de sostener una serie de reuniones con diversos representantes de empresas tecnológicas de Estados Unidos, tales como Google y Facebook, entre otras. Posteriormente Cloner se transformó en representante exclusiva para Chile, Argentina y Perú de CrashPlanPro, quien vela por respaldar datos de clientes como Google, LinkedIn, Adobe, Stanford y Harvard.
Finalizando el año, Blueway emplea a cerca de 20 personas y sus proyecciones de facturación fueron de $300 millones.
El año 2013 cran la tercera empresa Printeam centrada a prestar servicios de gestión en la impresión de productos y artículos corporativos. La empresa 
El año 2016 cierran la empresa Printeam.
En diciembre de 2018 fundan Zapping TV, el primer cableoperador 100% online en América Latina.

## Empresas
| Marca              | Part.              | Tipo               | Creación           | Adquisición        | Hasta              | Observaciones                                                         |
| Industria Internet | Industria Internet | Industria Internet | Industria Internet | Industria Internet | Industria Internet | Industria Internet                                                    |
| ------------------ | ------------------ | ------------------ | ------------------ | ------------------ | ------------------ | --------------------------------------------------------------------- |
| Cloner             | 100%               | Servicios          | 2009               | 2009               | Act.               | Es la primera empresa del grupo y se mantiene hasta la fecha.         |
| ElTelón TV         | 100%               | Plataforma         | 2011               | 2011               | Act.               | Una de las aplicaciones chilenas más descargadas de la historia.      |
| Printeam           | 100%               | Servicios          | 2013               | 2013               | 2016               | Compañía que ofrece respaldo de información automático para empresas. |
| Zapping            | 100%               | Cableoperador      | 2018               | 2018               | Act.               | Primer cableoperador virtual en América Latina.                       |